# ヨナ・レンダリング
ヨナ・レンダリング（Jona Lendering、1964年10月 - ）は、オランダの歴史家（オランダのヘルダーラント州出身）。古代、オランダの歴史、現代経営学に関する著作がある。ライデン大学（オランダ）の歴史学修士号及びアムステルダム自由大学の地中海文化学修士号を取得した。アムステルダム自由大学で歴史を教えたほか、オランダ政府の記録保管人としても勤務した経験がある。リウィウス歴史学校（history school Livius Onderwijs）の創始者の一人。

## 経歴と業績
アレクサンドロス大王の伝記を書くにあたり、レンダリングは、可能な限りペルシアとバビロニアの史料を活用することを目指した。例えば、ガウガメラの戦いにおけるペルシア帝国のダレイオス３世の動きについて。ギリシアの史料では、ダレイオス自ら軍を率いて退却したとしているが、レンダリングは、バビロニア天文日誌（Babylonian astronomical diaries）を根拠に、ダレイオスは彼自身の軍から見捨てられたとする。彼の著作「アレクサンドロス大王：ペルシア帝国の繁栄の終焉」（Alexander de Grote. De ondergang van het Perzische rijk）は、ブライン・マウル古典書評（Bryn Mawr Classical Review）において、アムステルダム大学のジャン・Ｐ・ストロンクから、次のように評されている。「わかりやすく、読者の興味を引きつける」と同時に「一般の人でもわかるように、簡潔明瞭に書かれている。」　そして、レンダリングの心理学的な人物描写には共感しないものの、学者たちの、古代史における新しい史料や知識の発掘意欲を高める労作といえるかもしれない、としている。
最近の「冷めた」アレクサンドロス解釈の代表として、レンダリングの文章が紹介された
。その中でレンダリングは、アレクサンドロスがダレイオスの家族を丁重に扱ったことは、騎士道としての振る舞いだけではなく、自分が新たな王になるという主張としての側面もあったとする。「オランダの良質ノンフィクション」（Quality Non-Fiction from Holland ）は、レンダリングの『アレクサンドロス大王』を「魅力的」と評し、非西洋の根拠に着目したレンダリングの意義を強調している。しかしながら、古代歴史家ジャン・Ｐ・ストロンクは、次のように指摘する。これらの史料が、アレクサンドロスの人生の中でも特定の部分の詳細を明らかにすることを、レンダリングの書籍は示したのだ、と。
レンダリングは、西洋の史料と東洋の史料をうまく組み合わせる。その傾向は、古代ローマについての彼の著作（Stad in marmer）にもはっきりと現れており、この書籍の中で彼は、これまで無視されていたユダヤ教のタルムードについても引用する。とりわけ、中世ヨーロッパにおけるバビロンとイスラム世界の影響について論じた彼の著作（Vergeten erfenis）において、彼の姿勢は顕著である。なお、レンダリングは、カヴ・ファローク（Kaveh Farrokh）の『砂漠の影：戦時の古代ペルシア』（Shadows in the Desert: Ancient Persia at War）に関する書評を書いたことがあるが、この書評は前出のブライン・マウル古典書評（Bryn Mawr Classical Review）において、批判を受けた。それによれば、古代イランの研究分野に関して不正確さ・誤解や誤りが多々あり、レンダリングの書評は価値が無いという。また、独創性のある研究や出版物、調査があっても、レンダリング自身の意見と異なるものに対しては一貫して無視しているとして、レンダリングは数々の著者から批判を受けている。
2010年、レンダリングとアリエン・ボスマン（ Arjen Bosman）は『帝国の境界：低地におけるローマ』という書籍を出版した（原題　De rand van het Rijk: de Romeinen en de Lage Landen　英語版の題名　Edge of Empire: Rome's Frontier on the Lower Rhine）

## Livius.org
1996年以降、レンダリングはLiviusというウェブサイトを運営しており、そこでは古代史についての多数の記事を掲載している。サイトの内容は、特定の地域ごと、例えばアナトリア、ペルシア、ギリシアなどに分かれているほか、独立したテーマごとの記事もある。メソポタミアの項には、最近発見された、ヘレニズム時代のバビロニア年代記も掲載されている。

## リウィウス歴史学校
リウィウス歴史学校（Livius Onderwijs）は、古代地中海社会に興味のある教師によるグループである。活動拠点をオランダのアムステルダムに置き、各地で講義を行うほか、各種のサービスを提供している。2005年に、レンダリングとマルコ・プリンス（オランダの写真家）によって設立された。現在は、「Livius」として、歴史講義のほか、ニュースレター、旅行企画、写真素材の提供など、総合的に事業を行っている。

## 受賞
レンダリングは「Spijkers op laag water」（題名訳：浅い川の釘）という書籍を出版した。レンダリングはこの書籍で、現代の古典学者、考古学者、歴史家たちの欠点について、非常に批判的に取り上げている。古代史を人々に解説したレンダリングの功績が認められ、彼はオイコス市民賞を受賞した。
2011年、彼はその著作『De rand van het rijk （帝国の境界：低地におけるローマ）』により、オランダ古典学会（Nederlands Klassiek Verbond）賞を受賞。また、古典的遺産の重要性を訴える彼の数々の著作と、文化の貧困に対する徹底した奮闘が評価され、2016年、レンダリングはテオドール賞を受賞した。

## 代表的な著作
- Het visioen van Constantijn (2018; "The vision of Constantine"), with Vincent Hunink, Utrecht: Uitgeverij Omniboek

（『コンスタンティヌス大帝の啓示』（共著：ヴィンセント・ハニンク、オムニボーク出版（オランダ）、2018年））
- (with Arjan Bosman) De Rand van het Rijk. De Romeinen en de Lage Landen (2010; "Edge of the Empire. The Romans and the Low Countries")

（『帝国の境界：低地におけるローマ』（共著：アリエン・ボスマン、2010年））
- Spijkers op laag water. Vijftig misverstanden over de Oudheid (2009; "Fifty common errors about Antiquity")

（『浅い川の釘：古代に関する50の誤解』（2009年））
- Vergeten erfenis. Oosterse wortels van de westerse cultuur (2009; "Lost Legacy. Eastern Roots of Western Civilization")

（『失われた遺産：西洋文明における東洋の起源』（2009年））
- Oorlogsmist. Veldslagen en propaganda in de Oudheid (2006; "Fog of War. Ancient Battles and Battle Narratives")

（『戦争の霧：古代の戦闘とプロパガンダ』（2006年））
- Polderdenken. De wortels van de Nederlandse overlegcultuur (2005; "The Roots of the Dutch Consensus Culture")

（『干拓地思考：オランダ人の協議文化の起源』（2005年））
- Alexander de Grote. De ondergang van het Perzische rijk, (2004, "Alexander the Great. The Demise of the Persian Empire")

（『アレクサンドロス大王：ペルシア帝国の繁栄の終焉』（2004年））
- Stad in marmer. Gids voor het antieke Rome aan de hand van tijdgenoten (2002; "The Marble City. Literary Travel Guide of Ancient Rome")

（『大理石の都市：　当時の証言に基づく古代ローマの案内』（2002年））
- Archeologie van de futurologie (2000; "A History of Futurology")

（『未来学による考古学』（2000年））
- De randen van de aarde. De Romeinen tussen Schelde en Eems (2000; "The Edges of the Earth. The Romans in the Low Countries")

（『最果ての地　スケルト川とエムス川』（2000年））
- Een interim-manager in het Romeinse Rijk. Plinius in Bithynië (1999; "An Interim-Manager in the Roman Empire. Pliny in Bithynia")

（『ローマ帝国の暫定統治者　ビテュニアのプリニウス』（1999年））